# Procellaria cinerea
Procellaria cinerea là một loài chim trong họ Procellariidae.